# 谢子龙影像艺术馆
谢子龙影像艺术馆，又名湖南谢子龙摄影博物馆，位于中国长沙洋湖湿地公园D区，于2017年开放，是一座以影像为主题的艺术馆。
艺术馆由中国摄影家协会副主席、老百姓大药房董事长谢子龙创建，投资1.5亿，是中国最大的公益影像艺术馆。

## 历史沿革
2017年9月16日，谢子龙影像艺术馆开馆。

## 建筑展览
谢子龙影像艺术馆占地面积约10亩，建筑面积10600平方米，是白色清水混凝土建筑，由湖南大学建筑学院院长魏春雨设计，获得2019亚洲建筑师协会建筑奖公共设施——文化及机构建筑类金奖。艺术馆分为集影像收藏、学术研究、展览展示和公共教育四大板块，常设有五类展览：馆藏展、典藏中国、当代综合展（摄影与当代艺术）、湖湘在地文化项目、青年艺术计划。
该建筑由四层组成，首层设有艺术品商店、咖啡厅、季节性料理餐厅、多功能厅、亲水展示区和特展厅等。二层和三层共同构成了一个4000平方米的专业艺术展厅，展览路径长度达1000米。顶层则是藏家俱乐部、图书馆、摄影棚和画廊。
艺术馆的藏品总数达万余件，类别涵盖涵盖锡版、蛋白照片、立体照片、卡片式照片、明胶银盐、艺术微喷等经典工艺；时间跨度从晚清到当代，以晚清、民国时期为主。核心馆藏是中国历史影像，包括费利斯·比托、约翰·汤姆逊、赖阿芳、托马斯·查尔德、威廉·桑德斯等晚清知名摄影师的蛋白影像原作。